# Skinnarlyngen
Skinnarlyngen (även Lynga eller Lyngen) [ɧɪn:arlʏŋ:ɛn] [lʏŋ:a] [lʏŋ:ɛn] är en by i Svartrå socken,  Falkenbergs kommun som är belägen vid korsningen mellan vägarna N 782 och N 787. I dag (2010) består byn av telefonstation, en näringsfastighet, två lantbruksfastigheter och därtill tre villor samt ett par fritidshus, totalt fem hushåll.

## Historia
Byn Skinnarlyngen var ursprungligen på ½ mantal kronohemman och finns först omnämnd 1592. Laga skifte genomfördes år 1873 varvid båda gårdarna flyttades från den ursprungliga gårdstomten.
Mellan åren 1911 och 1961 låg här både postkontor och järnvägsstation (numera privatbostad) för Varberg-Ätrans Järnväg (WbÄJ). Här har tidigare funnits både ett åkeri och ett sågverk samt vid fastigheten Johansdal en lanthandel som hade verksamhet kvar en bit in på 1970-talet. Namnet till trots ligger både f.d. lanthandeln och delar av stationsområdet med namnet Skinnarlyngen på mark som ligger inom ägovidden för grannbyn Floastad.

## Bebyggelsenamn
De båda bondgårdarna saknar egna personliga namn, däremot har några av deras underliggande torp och backstugor haft namn. Nedanstående uppgifter kommer från en torpinventering gjord under 1980-talet:
- Gamla Stenhammar / Gatelyckan (ca 1797 - 1800-talets slut). En backstuga, senare undantagsstuga. Kallades "Backstugan vid Ledet" före 1835. (Tomten är sedan 1990-talet åter bebyggd med en privatbostad)
- Nya Stenhammar / Stenhammar (ca 1868 - 1908, 1925 -). Ett torp. Här etablerades ett lasbilsåkeri år 1925 och ca år 1927 växeltelefonstationen Skinnarlyngen vilken i mitten av 1930-talet flyttades till en annan fastighet. (Idag fritidshus)
- Sörhagen (ca 1840 - ca 1910). Ett torp.

## Övrigt
Den ena av de båda bondgårdarna i byn har gått i samma släkt i hela 13 generationer, vilket torde vara nästan unikt i sitt slag.